# Język isirawa
Język isirawa, także: okwasar, saberi (a. saweri) – język papuaski używany w prowincji Papua w Indonezji (kabupaten Sarmi). Według danych z 2000 roku posługuje się nim 1800 osób.
Ethnologue (wyd. 22) podaje, że jego użytkownicy zamieszkują wsie: Amsira, Arabais, Arsania, Kamenawari, Mararena, Martewar, Nisero, Nuerawar, Perkami, Siaratesa, Waim, Wari, Webro (kabupaten Sarmi). Dzieli się na dwa dialekty: zachodni i wschodni, przy czym różnice są niewielkie.
Ethnologue i Timothy Usher umieszczają go w rodzinie języków łańcucha Foja (tor-kwerba). Bywa też rozpatrywany jako izolat.
Służy jako lokalny język handlowy, jednakże traci na znaczeniu pod presją języka indonezyjskiego.
Jest zapisywany alfabetem łacińskim.